# Nekton
Nekton (gr. nēktón ‘pływające’) – wszystkie zwierzęta zdolne do poruszania się wbrew prądom wodnym (w przeciwieństwie do swobodnie unoszącego się planktonu), występujące w przybrzeżnych i w otwartych wodach jezior, mórz i oceanów. Do grupy tej zaliczają się: ryby, kilka rzędów gadów (żółwie, węże, krokodyle), ssaki (np. walenie, foki), niektóre ptaki, głowonogi oraz dziesięcionogi. Tylko nieliczni przedstawiciele fauny nektonowej są roślinożerni (jedynie kilka gatunków przybrzeżnych lub płytkowodnych), większość (np. ryby kostnoszkieletowe, fiszbinowce) żywi się zooplanktonem lub (tak jak np. głowonogi, rekiny) poluje na większe zwierzęta morskie. Większość dziesięcionogów jest natomiast padlinożerna.
Zwierzęta nektonowe mają opływowy kształt ciała i dobrze rozwinięte narządy ruchu. Wiele gatunków przemieszcza się na duże odległości (np. węgorze i łososie, które regularnie wędrują pomiędzy żerowiskiem, a miejscem odbywania tarła).
W otwartym oceanie nekton najliczniej występuje na głębokości 100–1000 metrów (obszar mezopelagialu). Jest to uwarunkowane:
- bliskością strefy troficznej,
- niższą temperaturą, co zmniejsza wydatki energetyczne tych organizmów,
- możliwością ukrycia się przed drapieżnikami, ze względu na panujący półmrok.

Wpływ na występowanie organizmów nektonowych mają różne czynniki środowiska (np. temperatura, zasolenie, typ dna). Ich liczebność spada także wraz ze wzrostem głębokości.